# 오프사이드 (영화)
《오프사이드》(페르시아어: آفساید)는 2006년 개봉한 이란의 풍자 스포츠 코미디 영화이다. 자파르 파나히가 감독과 공동 각본을 맡았다. 2006년 제56회 베를린 국제 영화제에서 영화 《소프》(2006)와 함께 은곰상 심사위원대상을 수상했다.

## 출연
- 시마 무바라크샤히
- 샤예스테 이라니

## 우리말 녹음
KBS 성우진 (2008년 2월 7일)
- 박상일
- 이근욱
- 임성표
- 김관진
- 석원희
- 은미
- 민지
- 양석정
- 나지형
- 전숙경
- 서지연
- 손정성
- 안영아
- 이광수
- 최창석